# Хомутец (Житомирская область)
Хомуте́ц (укр. Хомутець) — село на Украине, находится в Житомирском районе Житомирской области.
Код КОАТУУ — 1820987001. Население по переписи 2001 года составляет 1239 человек. Почтовый индекс — 12630. Телефонный код — 4162. Занимает площадь 53,13 км².

## География
Хомутец расположен в 60 км юго-восточнее районного центра Житомир, в 26 км от железнодорожной станции Скочище и в 28 км до железнодорожной станции Фастов.
По селу протекает река Урочище Глубокое, правый приток Здвижа.

## Местная власть
12600, Житомирская область, Житомирский р-н, пгт Брусилов, ул. Митрополита Иллариона, 50